# Kenneth Emil Petersen
Kenneth Emil Petersen, född 15 januari 1987, är en dansk före detta fotbollsspelare. 

## Klubbkarriär
Petersens moderklubb är Solrød FC. Han har därefter spelat för Herfølge Boldklub, där han under 2005 var utlånad till Ølstykke. Mellan 2006 och 2009 spelade han för Horsens. Sommaren 2009 gick han till AaB. I november 2012 förlängde han sitt kontrakt fram till slutet av juni 2016.
I januari 2016 värvades Petersen av Odense BK, där han skrev på ett treårskontrakt med start från 1 juli 2016. Vid slutet av 2018 avslutade Petersen sin fotbollskarriär.

## Landslagskarriär
Han spelade två matcher för det danska ligalandslaget i King's Cup 2009.